# Мартин, Лайош
Лайош Мартин (венг. Martin Lajos; 30 августа 1827, Буда — 4 марта 1897, Клаузенбург) — венгерский математик и инженер, известный своими работами в области транспорта и аэродинамики.

## Жизнь и работа
Он был седьмым сыном винодела. После окончания Римско-католической средней школы он начал обучение в Пештском университете. Европейские революции 1848 года помешали его учебе, и из-за его активного участия он был заключен в тюрьму, а после зачислен в Императорскую армию. Наконец, он закончил учебу в 1854 году в Военно-инженерной академии в Вене.
Он преподавал в Венском военном училище до 1859 года, а затем оставил армию и вернулся в Буду, где до 1861 года работал частным инженером-строителем. С 1863 по 1868 года он преподавал в средних школах в Шельмецбанья и Пресбурге и написал несколько учебников по математике.
В 1872 году он был назначен профессором математики в Университете Коложвара. Он стал ректором университета в 1895–1896 годах и в своей инаугурационной речи говорил о важности полётов в перевозке людей и грузов.
Свои исследования в области баллистики он начал ещё в армии и следил за своими теоретическими и экспериментальными работами в этой области всю жизнь. Он также заинтересовался гидравликой и поиском наиболее эффективного гребного винта. В последние годы своей жизни он занимался аэродинамикой и имел очень четкое представление о том, какой будет авиация в будущем.